# Enrique Margery
Enrique Margery Peña fue un lingüista y mitólogo costarricense de origen chileno. Ejerció la docencia y la investigación académica durante más de tres décadas en la Universidad de Costa Rica; de cuya Facultad de Letras fue decano durante dos períodos consecutivos, entre 1994 y 2002. Asimismo, formó parte del Instituto de Investigaciones Lingüísticas, de la mencionada universidad, y fue Vicepresidente de la Latin American Indian Literatures Association.
Publicó numerosos artículos y estudios sobre teoría literaria, literatura hispanoamericana, lingüística española, lenguas indígenas costarricenses y mitologías americanas. Por sus estudios en este último campo, obtuvo el Premio "Aquileo J. Echeverría" en el año 2003. Es autor de una obra de gran importancia para el conocimiento de las lenguas indígenas de la región chibchense. Al final de su vida se dedicó de manera exlcusiva a la investigación y la docencia sobre la mitología indoamericana, dejando como legado la serie de volúmenes de 'Estudios de mitología comparada.
Ingresó como de miembro de número a la Academia Costarricense de la Lengua el 5 de octubre de 2006. Su discurso de incorporación se titula "Las lenguas indígenas de América en el marco de los diccionarios académicos".
Falleció el 25 de junio de 2011.